# Стуляни
Стуляни (словац. Stuľany) — село в Словаччині, Бардіївському окрузі Пряшівського краю. Розташоване в північно-східній частині Словаччини, в південно-західній частині Низьких Бескидів в долині Стулянського потока.
Вперше згадується у 1420 році.
В селі є римо-католицький костел з 1906 року.

## Населення
| Рік:            | 1993 | 2003    | 2013    | 2023    |
| --------------- | ---- | ------- | ------- | ------- |
| Кількість осіб: | 601  | 603     | 580     | 534     |
| Різниця:        |      | +0,33 % | -3,81 % | -7,93 % |

| Рік:            | 2022 | 2023    |
| --------------- | ---- | ------- |
| Кількість осіб: | 537  | 534     |
| Різниця:        |      | -0,55 % |

В селі проживає 586 осіб.
Національний склад населення (за даними останнього перепису населення — 2001 року):
- словаки — 99,36 %
- українці — 0,16 %

Склад населення за приналежністю до релігії станом на 2001 рік:
- римо-католики — 84,86 %,
- протестанти — 12,88 %,
- греко-католики — 0,48 %,
- православні — 0,16 %,
- не вважають себе віруючими або не належать до жодної вищезгаданої церкви — 0,97 %